# Bezafibrato
Bezafibrato (comercializado como Bezalip e várias outras marcas) é um fármaco da classe bioquímica dos fibratos, usado como um agente hipolipemiante, para tratar a hiperlipidemia. Ajuda a diminuir o colesterol LDL e os triglicerídeos no sangue, bem como aumentar o colesterol HDL.

## História
Bezafibrato foi introduzido pela primeira vez por Boehringer Mannheim em 1977.

## Modo de ação
Como os outros fibratos, bezafibrato é um agonista do PPARα; alguns estudos sugerem que pode ter alguma atividade no PPARγ e no PPARδ também.

## Usos
Bezafibrato melhora os marcadores da hiperlipidemia combinada , reduzindo efetivamente o LDL e os triglicérides e melhorando os níveis de HDL. O principal efeito na morbidade cardiovascular é em pacientes com a síndrome metabólica, cujas características são atenuadas pelo bezafibrato. Estudos mostram que, em pacientes com tolerância à glicose diminuída, o bezafibrato pode retardar o progresso para o diabetes, e naqueles com resistência à insulina diminuiu o progresso no marcador de gravidade HOMA. Além disso, um estudo prospectivo observacional de pacientes dislipidêmicos com diabetes ou hiperglicemia mostrou que o bezafibrato reduz significativamente a concentração de hemoglobina A1c (HbA1c) como uma função dos níveis basais de HbA1c, independentemente do uso concomitante de drogas antidiabéticas.

### Outros usos
A empresa australiana de biotecnologia Giaconda combina bezafibrato com ácido quenodesoxicólico em uma combinação de medicamentos anti-hepatite C chamada Hepaconda.
Bezafibrato demonstrou reduzir a hiperfosforilação da proteína tau e outros sinais de tauopatia em ratos transgénicos com mutação tau humana.
A combinação de uma droga redutora de colesterol, o bezafibrato, e um esteróide contraceptivo, o acetato de medroxiprogesterona, pode ser um tratamento eficaz e não tóxico para uma série de cânceres, descobriram pesquisadores da Universidade de Birmingham.

## Efeitos colaterais
A principal toxicidade é hepática (enzimas hepáticas anormais); miopatia e, em casos raros, rabdomiólise foram relatados.

## Síntese

Síntese de bezafibrato: E. Witte et al., ; eidem, (ambos de 1973 para Boehringer, Mann.).

Evidência adicional de que a tolerância em massa substancial está disponível na posição para é dada pelo bezafibrato agente redutor de lípidos.
A p-clorobenzamida da tiramina sofre uma síntese etérica de Williamson com 2-bromo-2-metilpropionato de etila para completar a síntese. O grupo éster é hidrolisado em meio reacional alcalino.